# Christian Tafdrup
Christian Tafdrup (Copenaghen, 8 aprile 1978) è un regista, attore e sceneggiatore danese.
Come regista è noto per il film drammatico Speak No Evil.

## Filmografia

### Attore

#### Cinema
- Smukke dreng, regia di Carsten Sønder (1993)
- Baby, regia di Linda Wendel (2003)
- Den store dag, regia di Morten Arnfred (2005)
- Veninder, regia di Charlotte Sachs Bostrup (2005)
- Nynne, regia di Jonas Elmer (2005)
- A Soap (En soap), regia di Pernille Fischer Christensen (2006)
- Dopo il matrimonio (Efter brylluppet), regia di Susanne Bier (2006)
- Princess, regia di Anders Morgenthaler (2006)
- Daisy Diamond, regia di Simon Staho (2007)
- Dig og mig, regia di Christian E. Christiansen (2008)
- I'll Come Running, regia di Spencer Parsons (2008)
- Lærkevej - Til Døden os Skiller, regia di Mogens Hagedorn (2012)
- Aldrig mere i morgen, regia di Erik Clausen (2017)
- Meter i sekundet, regia di Hella Joof (2023)

#### Televisione
- Strisser på Samsø – serie TV, episodio 2x06 (1998) - non accreditato
- Gustne gensyn – serie TV, 6 episodi (2006)
- Tjenesten - nu på tv – serie TV, episodio 2x01 (2007)
- Sommer – serie TV, episodio 1x01 (2008)
- Album – serie TV, episodi 1x04-1x05 (2008)
- Lærkevej – serie TV, 22 episodi (2009-2010)
- Anstalten – serie TV, 4 episodi (2011)
- The Killing – serie TV, episodio 3x06 (2012)
- Borgen - Il potere (Borgen) – serie TV, 10 episodi (2013)
- Kødkataloget – serie TV, 10 episodi (2013-2014)
- Bankerot – serie TV, episodi 2x02-2x06 (2015)
- Juleønsket – serie TV, 24 episodi (2015)
- Simon Talbots Sketch Show – serie TV, episodio 1x07 (2016)
- Den anden verden – serie TV, 24 episodi (2016)
- Tinkas juleeventyr – serie TV, 24 episodi (2017)
- Nipskanalen – serie TV, episodio 2x04 (2018)
- Herrens veje – serie TV, 4 episodi (2018)
- Parterapi – serie TV, 4 episodi (2018)
- Tinka og kongespillet – serie TV, 24 episodi (2019)
- Hånd i hånd – serie TV, episodi 1x07-2x07 (2018-2020)
- Alfa – serie TV, 5 episodi (2020)
- Tinka og sjælens spejl – serie TV, 24 episodi (2022)
- Carmen Curlers – serie TV, 11 episodi (2022-2023)
- Oxen – serie TV, episodi 1x04-1x05-1x06 (2023)

### Regista
- Forældre (2016)
- En frygtelig kvinde (2017)
- Speak no Evil (Gæsterne) (2022)